# 성경 목록
성경은 유대교의 성경과 기독교의 성경 등이 있지만 아래의 목록은 구약성경과 신약성경을 모두 아우르는 기독교의 성경에 대한 것이다. 이 가운데 구약성경의 경우 모든 기독교 교파가 정경으로 인정하는 것이 있고 인정하지 않는 것이 있다. 이에 대한 더 자세한 정보를 보려면 다양한 기독교의 정경을 참고하라.